# Ацо Стојков
Ацо Стојков (Струмица, 29. април 1983) је бивши македонски фудбалер. Играо је на позицији нападача.

## Клупска каријера
Наступао је у млађим категоријама Беласице, да би 2001. године, заједно са Гораном Пандевом, прешао у Интер из Милана. За први тим Интера никада није заиграо, већ је ишао на позајмице у неколико клубова.
У јулу 2006. је потписао трогодишњи уговор са Партизаном. Одиграо је само јесењи део сезоне 2006/07. у Партизану, забележивши притом тек један наступ, и то у Купу Србије. С обзиром да није успео да се избори за већу минутажу, Стојков је у зимском прелазном року напустио Партизан и потписао уговор са мађарским Дебрецином.
У наредном периоду је променио доста клубова. Пред крај каријере се вратио у родну Македонију и наступао за Вардар, Работнички, Академију Пандев а последњи играчки ангажман је имао у друголигашу Осогово из Кочана.

## Репрезентација
Наступао је за све млађе селекције Македоније, а за сениорски тим је дебитовао у августу 2002, на пријатељској утакмици са Малтом. У дресу А селекције је одиграо 42 утакмице и постигао пет голова. Последњи пут је наступио у новембру 2014, против Словачке у квалификацијама за Европско првенство 2016. године.
Голови за репрезентацију
| #  | Датум            | Место              | Противник   | Гол   | Резултат | Такмичење                  |
| -- | ---------------- | ------------------ | ----------- | ----- | -------- | -------------------------- |
| 1. | 7. јун 2003.     | Скопље, Македонија | Лихтенштајн | 3 : 1 | Победа   | Квалификације за ЕВРО 2004 |
| 2. | 11. јун 2003.    | Истанбул, Турска   | Турска      | 2 : 3 | Пораз    | Квалификације за ЕВРО 2004 |
| 3. | 9. октобар 2004. | Скопље, Македонија | Холандија   | 2 : 2 | Нерешено | Квалификације за СП 2006   |
| 4. | 2. јун 2007.     | Скопље, Македонија | Израел      | 1 : 2 | Пораз    | Квалификације за ЕВРО 2008 |
| 5. | 10. јун 2009.    | Скопље, Македонија | Исланд      | 1 : 0 | Победа   | Квалификације за СП 2010   |

## Успеси
Дебрецин
- Првенство Мађарске: 2006/07.[6]
- Куп Мађарске: 2007/08.[6]
- Суперкуп Мађарске: 2007.

Вардар
- Првенство Македоније: 2012/13, 2015/16, 2016/17.[6]
- Суперкуп Македоније: 2013, 2015.

Скендербег
- Првенство Албаније: 2014/15.[6]

Академија Пандев
- Куп Македоније: 2018/19.